# Letojanni
Letojanni es una localidad italiana de la provincia de Mesina, región de Sicilia, con 2.711 habitantes.

Ubicación de la ciudad de Letojanni dentro de la provincia de Mesina.

## Evolución demográfica
| Gráfica de evolución demográfica de Letojanni entre 1861 y 2001 |
|                                                                 |
| Fuente ISTAT - Elaboración gráfica por parte de Wikipedia       |